# Темзін Еджертон
Темзін Еджертон (англ. Tamsin Egerton; нар. 26 листопада 1988, Портсмут, Англія, Велика Британія) — англійська акторка та модель.

## Життєпис
Темзін Еджертон-Дік народилася в Портсмуті, Англія, Велика Британія. Її батько Майкл — підприємець, мати Нікі працювала медсестрою, але покинула роботу заради виховання Темзін та старшої доньки Софії. Нікі зараз інструкторка з підводного плавання у Таїланді. Темзін здобула середню освіту в приватній денній школі в Гемпширі.

## Кар'єра
Розпочала акторську кар'єру у 6 років, через рік виконала роль Мері в мюзиклі «Таємничий сад» Королівської шекспірівської компанії. На екрані Темзін з'явилася у 2001 році. Після телевізійних робіт у 2005 виходить чорна комедія «Анічичирк», Еджертон виконала роль доньки Волтера (Ровен Аткінсон) та Глорії (Крістін Скотт Томас). У британській комедії 2009 «Однокласниці» акторка виконала роль членкині одного з угрупувань. У тому ж році знялась у фільмі жахів «Лезо ножа».
У 2011 році з'явилась поряд з Фелісіті Джонс у стрічці «Як одружитися з мільярдером». Того ж року виконувала головну роль у серіалі про короля Артура «Камелот». На одному знімальному майданчику грала з Евою Ґрін, Джеймі Кемпбеллом Бовером, Джозефом Файнзом. У 2013 році з'явилася у ролі моделі та журналістки в британській незалежній стрічці «Король сексу». У іспанському трилері «Урочистий фінал» виконала роль подружки Вейна (Аллен Ліч). У фантастичному пригодницькому фільмі «Коханці» Еджертон виконала роль екранної пари з Джошом Гартнеттом. У 2016 році мала роль другого плану у пригодницькій комедії «Брати з Ґрімзбі».

## Особисте життя
На зйомках фільму «Коханці» познайомилася з актором Джошом Гартнеттом. У листопаді 2016 року народила доньку.

## Фільмографія

### Фільми
| Рік  | Назва                                         | Оригінальна назва                                 | Роль            | Примітки        |
| ---- | --------------------------------------------- | ------------------------------------------------- | --------------- | --------------- |
| 2003 | «Життя як казка»                              | Hans Christian Andersen: My Life as a Fairytale   | Кейт Діккенз    | телефільм       |
| 2004 | «Шерлок Холмс і справа про шовкову панчоху»   | Sherlock Holmes and the Case of the Silk Stocking | Міранда         | телефільм       |
| 2005 | «Анічичирк»                                   | Keeping Mum                                       | Голлі Годфеллоу |                 |
| 2006 | «Уроки водіння»                               | Driving Lessons                                   | Сара            |                 |
| 2007 | «Землетрус»                                   | Earthquake                                        | Зої             | короткометражка |
| 2007 | «Однокласниці»                                | St Trinian's                                      | Челсі Паркер    |                 |
| 2007 |                                               | The Abbey                                         | Тіффані         | телефільм       |
| 2009 | «Октавія»                                     | Octavia                                           | Октавія         | телефільм       |
| 2009 | «Лезо ножа»                                   | Knife Edge                                        | Флора           |                 |
| 2009 | «Однокласниці 2: Легенда про золото Фріттона» | St Trinian's 2: The Legend of Fritton's Gold      | Челсі Паркер    |                 |
| 2010 | «4.3.2.1»                                     | 4.3.2.1                                           | Кассандра       |                 |
| 2010 | «Пухлики»                                     | Huge                                              | Кларисса        |                 |
| 2010 |                                               | The Story of F***                                 | Дейзі           |                 |
| 2011 | «Як вийти заміж за мільярдера»                | Chalet Girl                                       | Джорджи         |                 |
| 2013 | «Король сексу»                                | The Look of Love                                  | Ембер Джордж    |                 |
| 2013 | «Джастін і лицарі доблесті»                   | Justin and the Knights of Valour                  | Лара            | озвучення       |
| 2013 | «Урочистий фінал»                             | Grand Piano                                       | Ешлі            |                 |
| 2013 |                                               | The List                                          | Делія           | телефільм       |
| 2013 | «Коханці»                                     | The Lovers                                        | Лаура Феннел    |                 |
| 2014 | «Королева та держава»                         | Queen and Country                                 | Офелія          |                 |
| 2014 | «З любов'ю, Розі»                             | Love, Rosie                                       | Саллі           |                 |
| 2015 | «Вбивство Ісуса»                              | Killing Jesus                                     | Клавдія         | телефільм       |
| 2016 | «Брати з Ґрімзбі»                             | Grimsby                                           | Карла           |                 |
| 2019 | «Симетрія – це не баланс»                     | Balance, Not Symmetry                             | Фіона Міллер    |                 |
| 2024 |                                               | Tell That to the Winter Sea                       | Джейд           |                 |

### Телесеріали
| Рік  | Назва                      | Оригінальна назва                          | Роль              | Примітки              |
| ---- | -------------------------- | ------------------------------------------ | ----------------- | --------------------- |
| 2001 | «Тумани Авалона»           | The Mists of Avalon                        | юна Морґана       | мінісеріал; 2 епізоди |
| 2002 | «Наполеон»                 | Napoléon                                   | Бетсі             | мінісеріал; 2 епізоди |
| 2002 |                            | Sir Gadabout: The Worst Knight in the Land | принцеса Елеонора |                       |
| 2006 |                            | Mayo                                       | Петті Фізерс      | 1 епізод              |
| 2006 | «Мовчазний свідок»         | Silent Witness                             | Ганна Дункан      | 2 епізоди             |
| 2009 | «Випробування та відплата» | Trial & Retribution                        | Імоджен           | 1 епізод              |
| 2010 | «Гроші»                    | Money                                      | Буч Бісолей       | мінісеріал; 2 епізоди |
| 2010 |                            | Bookaboo                                   | дівчина           | 1 епізод              |
| 2011 | «Камелот»                  | Camelot                                    | Гвіневер          | 10 епізодів           |
| 2013 | «Неврівноважені»           | Psychobitches                              | Ненсі             | 1 епізод              |